# Puchar Ameryki Północnej w snowboardzie 2019/2020
Puchar Ameryki Północnej w snowboardzie w sezonie 2019/2020 to kolejna edycja tej imprezy. Cykl ten rozpoczął się 17 grudnia 2019 roku w amerykańskim Copper Mountain zawodami w halfpipe. Sezon początkowo miał został zakończony 31 marca 2020 roku w amerykańskim ośrodku narciarskim Copper Mountain Resort zawodami w slalomie równoległym, ale te zmagania zostały odwołane. Tak więc tegoroczna edycja pucharu zakończyła się 12 marca 2020 w kanadyjskim Mont Orignal zawodami w snowcrossie.

## Konkurencje
- PSL - slalom równoległy
- PGS - gigant równoległy
- SX - snowcross
- SS - slopestyle
- HP - halfpipe
- BA - big air

## Kalendarz i wyniki Pucharu Ameryki Północnej

### Mężczyźni
| Lp. | Data             | Miejscowość               | Konkurencja | 1. Miejsce        | 2. Miejsce          | 3. Miejsce                |
| --- | ---------------- | ------------------------- | ----------- | ----------------- | ------------------- | ------------------------- |
| 1.  | 17 grudnia 2019  | Copper Mountain           | HP          | Shuichiro Shigeno | Jack Coyne          | Rakai Tait                |
| 2.  | 18 grudnia 2019  | Copper Mountain           | HP          | Kaishu Hirano     | Rakai Tait          | Lucas Foster              |
| 3.  | 21 grudnia 2019  | Buck Hill                 | PSL         | Arnaud Gaudet     | Jules Lefebvre      | Jamie Behan               |
| 4.  | 22 grudnia 2019  | Buck Hill                 | PSL         | Michael Nazwaski  | Robert Burns        | Arnaud Gaudet             |
| 5.  | 11 stycznia 2020 | Mont-Tremblant            | PGS         | Odwołano          | Odwołano            | Odwołano                  |
| 6.  | 12 stycznia 2020 | Mont-Tremblant            | PGS         | Odwołano          | Odwołano            | Odwołano                  |
| 7.  | 15 stycznia 2020 | Sun Peaks                 | SS          | Jacob Legault     | Michael Modesti     | Cameron Spalding          |
| 8.  | 16 stycznia 2020 | Sun Peaks                 | BA          | Dave Retzlaff     | Jadyn Chomlack      | Lee Dongheon              |
| 9.  | 23 stycznia 2020 | Steamboat Ski and Resort  | PGS         | Robert Burns      | Jules Lefebvre      | Ryan Rosencranz           |
| 10. | 24 stycznia 2020 | Steamboat Ski and Resort  | PSL         | Cody Winters      | Ryan Rosencranz     | Robert Burns              |
| 11. | 30 stycznia 2020 | Big White Ski Resort      | SX          | Hagen Kearney     | Eliot Grondin       | Nick Baumgartner          |
| 12. | 31 stycznia 2020 | Big White Ski Resort      | SX          | Hagen Kearney     | Mick Dierdorff      | Senna Leith               |
| 13. | 3 lutego 2020    | Holiday Valley Resort     | PGS         | Arnaud Gaudet     | Ryan Rosencranz     | William Taylor            |
| 14. | 4 lutego 2020    | Holiday Valley Resort     | PGS         | Arnaud Gaudet     | Robert Burns        | Richard Riley Kilmer-Choi |
| 15. | 4 lutego 2020    | Gore Mountain             | SX          | Odwołano          | Odwołano            | Odwołano                  |
| 16. | 5 lutego 2020    | Gore Mountain             | SX          | Odwołano          | Odwołano            | Odwołano                  |
| 17. | 7 lutego 2020    | Alpine Ski Club           | PSL         | Arnaud Gaudet     | Cody Winters        | Robert Burns              |
| 18. | 8 lutego 2020    | Alpine Ski Club           | PSL         | Cody Winters      | Arnaud Gaudet       | Robert Burns              |
| 19. | 7 lutego 2020    | Mammoth Mountain          | SS          | Dusty Henricksen  | Fynn Bullock-Womble | Liam Brearley             |
| 20. | 8 lutego 2020    | Mammoth Mountain          | HP          | Odwołano          | Odwołano            | Odwołano                  |
| 21. | 9 lutego 2020    | Mammoth Mountain          | BA          | Yuto Yamada       | Aoto Kawakami       | Jake Canter               |
| 22. | 20 lutego 2020   | Maximise                  | BA          | Carter Jarvis     | Cameron Spalding    | Sam Koven                 |
| 23. | 22 lutego 2020   | Ski Cooper                | SX          | Evan Bichon       | Paul Kamisky        | Mike LaCroix              |
| 24. | 23 lutego 2020   | Ski Cooper                | SX          | Adam Dickson      | Mike LaCroix        | Liam Moffatt              |
| 25. | 24 lutego 2020   | Mount St. Louis Moonstone | SS          | Dave Retzlaff     | Liam Brearley       | Cameron Spalding          |
| 26. | 25 lutego 2020   | Mount St. Louis Moonstone | SS          | Cameron Spalding  | Liam Brearley       | Storm Rowe                |
| 27. | 2 marca 2020     | Park City                 | SS          | Kyle Mack         | Lyon Farrell        | Aoto Kawakami             |
| 28. | 3 marca 2020     | Park City                 | SS          | Dusty Henricksen  | Luke Winkelmann     | Aoto Kawakami             |
| 29. | 5 marca 2020     | Park City                 | BA          | Aoto Kawakami     | Dusty Henricksen    | Carter Jarvis             |
| 30. | 2 marca 2020     | Blue Mountain             | PGS         | Darren Gardner    | Robert Burns        | Zhang Xuan                |
| 31. | 3 marca 2020     | Blue Mountain             | PSL         | Arnaud Gaudet     | Michael Nazwaski    | Bi Ye                     |
| 32. | 5 marca 2020     | Beaver Valley             | SX          | Michael Perle     | Mckinzie Edwards    | Evan Bichon               |
| 33. | 6 marca 2020     | Beaver Valley             | SX          | Michael Perle     | Mike LaCroix        | Theodore McLemore         |
| 34. | 12 marca 2020    | Mont Original             | SX          | Liam Moffatt      | Evan Bichon         | Mike LaCroix              |
| 35. | 13 marca 2020    | Mont Original             | SX          | Odwołano          | Odwołano            | Odwołano                  |
| 36. | 14 marca 2020    | Canada Olympic Park       | HP          | Odwołano          | Odwołano            | Odwołano                  |
| 37. | 29 marca 2020    | Copper Mountain Resort    | SX          | Odwołano          | Odwołano            | Odwołano                  |
| 38. | 30 marca 2020    | Copper Mountain Resort    | PGS         | Odwołano          | Odwołano            | Odwołano                  |
| 39. | 31 marca 2020    | Copper Mountain Resort    | PSL         | Odwołano          | Odwołano            | Odwołano                  |

### Kobiety
| Lp. | Data             | Miejscowość               | Konkurencja | 1. Miejsce        | 2. Miejsce        | 3. Miejsce           |
| --- | ---------------- | ------------------------- | ----------- | ----------------- | ----------------- | -------------------- |
| 1.  | 17 grudnia 2019  | Copper Mountain           | HP          | Brooke D'Hondt    | Zoe Kalapos       | Manon Kaji           |
| 2.  | 18 grudnia 2019  | Copper Mountain           | HP          | Manon Kaji        | Tessa Maud        | Takara Tamada        |
| 3.  | 21 grudnia 2019  | Buck Hill                 | PSL         | Kaylie Buck       | Jennifer Hawkrigg | Yu Yunhan            |
| 4.  | 22 grudnia 2019  | Buck Hill                 | PSL         | Jennifer Hawkrigg | Kaylie Buck       | Yu Yunhan            |
| 5.  | 11 stycznia 2020 | Mont-Tremblant            | PGS         | Odwołano          | Odwołano          | Odwołano             |
| 6.  | 12 stycznia 2020 | Mont-Tremblant            | PGS         | Odwołano          | Odwołano          | Odwołano             |
| 7.  | 15 stycznia 2020 | Sun Peaks                 | SS          | Baily McDonald    | Kaitlyn Adams     | Terra Traub          |
| 8.  | 16 stycznia 2020 | Sun Peaks                 | BA          | Kaitlyn Adams     | Jackie Carlson    | Baily McDonald       |
| 9.  | 23 stycznia 2020 | Steamboat Ski and Resort  | PGS         | Jennifer Hawkrigg | Kaylie Buck       | Maggie Rose Carrigan |
| 10. | 24 stycznia 2020 | Steamboat Ski and Resort  | PSL         | Iris Pflum        | Kaylie Buck       | Abby van Groningen   |
| 11. | 30 stycznia 2020 | Big White Ski Resort      | SX          | Faye Gulini       | Tess Critchlow    | Zoe Bergermann       |
| 12. | 31 stycznia 2020 | Big White Ski Resort      | SX          | Faye Gulini       | Rosina Mancari    | Tess Critchlow       |
| 13. | 3 lutego 2020    | Holiday Valley Resort     | PGS         | Lily Janousek     | Iris Pflum        | Kaylie Buck          |
| 14. | 4 lutego 2020    | Holiday Valley Resort     | PGS         | Kaylie Buck       | Jennifer Hawkrigg | Iris Pflum           |
| 15. | 4 lutego 2020    | Gore Mountain             | SX          | Odwołano          | Odwołano          | Odwołano             |
| 16. | 5 lutego 2020    | Gore Mountain             | SX          | Odwołano          | Odwołano          | Odwołano             |
| 17. | 7 lutego 2020    | Alpine Ski Club           | PSL         | Kaylie Buck       | Jennifer Hawkrigg | Lily Janousek        |
| 18. | 8 lutego 2020    | Alpine Ski Club           | PSL         | Jennifer Hawkrigg | Iris Pflum        | Abby van Groningen   |
| 19. | 7 lutego 2020    | Mammoth Mountain          | SS          | Jade Thurgood     | Rina Yoshika      | Ty Schnorrbusch      |
| 20. | 8 lutego 2020    | Mammoth Mountain          | HP          | Ruki Tomita       | Mitsuki Ono       | Alexandria Simsovits |
| 21. | 9 lutego 2020    | Mammoth Mountain          | BA          | Rina Yoshika      | Kanami Okuyama    | Courtney Rummel      |
| 22. | 20 lutego 2020   | Maximise                  | BA          | Baily McDonald    | Rong Ge           | Jackie Carlson       |
| 23. | 22 lutego 2020   | Ski Cooper                | SX          | Belle Brockhoff   | Anna Miller       | Audrey Mcmaniman     |
| 24. | 23 lutego 2020   | Ski Cooper                | SX          | Belle Brockhoff   | Audrey Mcmaniman  | Anna Miller          |
| 25. | 24 lutego 2020   | Mount St. Louis Moonstone | SS          | Ty Schnorrbusch   | Juliette Pelchat  | Baily McDonald       |
| 26. | 25 lutego 2020   | Mount St. Louis Moonstone | SS          | Ty Schnorrbusch   | Juliette Pelchat  | Baily McDonald       |
| 27. | 2 marca 2020     | Park City                 | SS          | Hinari Asanuma    | Ty Schnorrbusch   | Courtney Rummel      |
| 28. | 3 marca 2020     | Park City                 | SS          | Hinari Asanuma    | Ty Schnorrbusch   | Baily McDonald       |
| 29. | 5 marca 2020     | Park City                 | BA          | Hinari Asanuma    | Courtney Rummel   | Baily McDonald       |
| 30. | 2 marca 2020     | Blue Mountain             | PGS         | Michelle Dekker   | Jennifer Hawkrigg | Zang Ruxin           |
| 31. | 3 marca 2020     | Blue Mountain             | PSL         | Gong Naiying      | Peng Cheng        | Annamari Dancza      |
| 32. | 5 marca 2020     | Beaver Valley             | SX          | Anna Miller       | Livia Molodyh     | Stacy Gaskill        |
| 33. | 6 marca 2020     | Beaver Valley             | SX          | Livia Molodyh     | Anna Miller       | Stacy Gaskill        |
| 34. | 12 marca 2020    | Mont Original             | SX          | Livia Molodyh     | Anna Miller       | Stacy Gaskill        |
| 35. | 13 marca 2020    | Mont Original             | SX          | Odwołano          | Odwołano          | Odwołano             |
| 36. | 14 marca 2020    | Canada Olympic Park       | HP          | Odwołano          | Odwołano          | Odwołano             |
| 37. | 29 marca 2020    | Copper Mountain Resort    | SX          | Odwołano          | Odwołano          | Odwołano             |
| 38. | 30 marca 2020    | Copper Mountain Resort    | PGS         | Odwołano          | Odwołano          | Odwołano             |
| 39. | 31 marca 2020    | Copper Mountain Resort    | PSL         | Odwołano          | Odwołano          | Odwołano             |

## Klasyfikacje

### Mężczyźni
| Lp. | Zawodnik                  | Punkty  |
| --- | ------------------------- | ------- |
| 1.  | Arnaud Gaudet             | 2900,00 |
| 2.  | Robert Burns              | 2300,00 |
| 3.  | Cody Winters              | 2030,00 |
| 4.  | Ryan Rosencranz           | 1775,00 |
| 5.  | Jules Lefebvre            | 1750,00 |
| 6.  | Michael Nazwaski          | 1600,00 |
| 7.  | Richard Riley Kilmer-Choi | 1215,00 |
| 8.  | Jamie Behan               | 1060,00 |
| 9.  | Ben Heldman               | 1015,00 |
| 10. | Cooper Scheel             | 890,00  |

| Lp. | Zawodnik          | Punkty  |
| --- | ----------------- | ------- |
| 1.  | Mike LaCroix      | 1850,00 |
| 2.  | Evan Bichon       | 1630,00 |
| 3.  | Mckinzie Edwards  | 1425,00 |
| 4.  | Liam Moffatt      | 1280,00 |
| 5.  | Michael Perle     | 1260,00 |
| 6.  | Mick Dierdorff    | 1035,00 |
| 7.  | Hagen Kearney     | 1000,00 |
| 8.  | Theodore McLemore | 1000,00 |
| 9.  | Paul Kamisky      | 980,00  |
| 10. | Colby Graham      | 860,00  |

| Lp. | Zawodnik            | Punkty |
| --- | ------------------- | ------ |
| 1.  | Kaishu Hirano       | 750,00 |
| 2.  | Shuichiro Shigeno   | 725,00 |
| 3.  | Rakai Tait          | 700,00 |
| 4.  | Jack Coyne          | 510,00 |
| 5.  | Lucas Foster        | 480,00 |
| 6.  | Kaishu Nakagawa     | 475,00 |
| 7.  | Jason Wolle         | 400,00 |
| 8.  | Joey Okesson        | 310,00 |
| 9.  | Kim Kangsan         | 280,00 |
| 10. | Fynn Bullock-Womble | 220,00 |

| Lp. | Zawodnik            | Punkty  |
| --- | ------------------- | ------- |
| 1.  | Dusty Henricksen    | 1600,00 |
| 2.  | Dave Retzlaff       | 1500,00 |
| 3.  | Cameron Spalding    | 1500,00 |
| 4.  | Liam Brearley       | 1325,00 |
| 5.  | Aoto Kawakami       | 1210,00 |
| 6.  | Jadyn Chomlack      | 1075,00 |
| 7.  | Jacob Legault       | 1050,00 |
| 8.  | Carter Jarvis       | 1040,00 |
| 9.  | Fynn Bullock-Womble | 860,00  |
| 10. | Storm Rowe          | 800,00  |

### Kobiety
| Lp. | Zawodniczka        | Punkty  |
| --- | ------------------ | ------- |
| 1.  | Jennifer Hawkrigg  | 2700,00 |
| 2.  | Kaylie Buck        | 2700,00 |
| 3.  | Iris Pflum         | 2100,00 |
| 4.  | Lily Janousek      | 1675,00 |
| 5.  | Abby van Groningen | 1380,00 |
| 6.  | Kaiya Kizuka       | 1200,00 |
| 7.  | Alexa Bullis       | 950,00  |
| 8.  | Dana Albers        | 930,00  |
| 9.  | Chloe Olive        | 890,00  |
| 10. | Asa Toyoda         | 885,00  |

| Lp. | Zawodniczka          | Punkty  |
| --- | -------------------- | ------- |
| 1.  | Anna Miller          | 2200,00 |
| 2.  | Livia Molodyh        | 1875,00 |
| 3.  | Stacy Gaskill        | 1600,00 |
| 4.  | Audrey Mcmaniman     | 1130,00 |
| 5.  | Felicia Turcotte     | 1120,00 |
| 6.  | Madeline Lochte-Bono | 1020,00 |
| 7.  | Belle Brockhoff      | 1000,00 |
| 7.  | Faye Gulini          | 1000,00 |
| 9.  | Kennedy Justinen     | 980,00  |
| 10. | Runa Suzuki          | 850,00  |

| Lp. | Zawodniczka          | Punkty |
| --- | -------------------- | ------ |
| 1.  | Tessa Maud           | 850,00 |
| 2.  | Manon Kaji           | 800,00 |
| 3.  | Brooke D'Hondt       | 750,00 |
| 4.  | Zoe Kalapos          | 600,00 |
| 5.  | Takara Tamada        | 550,00 |
| 6.  | Athena Comeau        | 520,00 |
| 7.  | Ruki Tomita          | 500,00 |
| 8.  | Jenise Spiteri       | 455,00 |
| 9.  | Sonora Alba          | 450,00 |
| 10. | Alexandria Simsovits | 420,00 |

| Lp. | Zawodniczka      | Punkty  |
| --- | ---------------- | ------- |
| 1.  | Ty Schnorrbusch  | 1800,00 |
| 2.  | Baily McDonald   | 1600,00 |
| 3.  | Hinari Asanuma   | 1500,00 |
| 4.  | Kaitlyn Adams    | 1245,00 |
| 5.  | Courtney Rummel  | 1150,00 |
| 6.  | Jackie Carlson   | 900,00  |
| 7.  | Juliette Pelchat | 820,00  |
| 8.  | Terra Traub      | 795,00  |
| 9.  | Maggie Crompton  | 785,00  |
| 10. | Rina Yoshika     | 775,00  |